# Альберт Морроу
Альберт Джордж Морроу (англ. Albert George Morrow; 26 квітня 1863 — 26 жовтня 1927) — ірландський ілюстратор, дизайнер плакатів і карикатурист.

## Ранні роки
Народився в Камбері, графство Даун, і став другим сином Джорджа Морроу, художника та декоратора з Кліфтон-стріт у західному Белфасті. З його семи братів четверо, Джордж, Джек, Едвін і Норман, стали ілюстраторами, і всі, крім одного, стали художниками. Морроу був завзятим орнітологом у молодості, пізніше захопився ходьбою і малюванням пейзажів для задоволення.

## Освіта та початок кар'єри
Здобув освіту в Белфастській модельній школі, а у 1878—1881 роках навчався в Урядовій школі мистецтв у Белфасті.
1880 року, під час навчання у Т. М. Ліндсея в Урядовій школі мистецтв, Морроу отримав приз у розмірі 10 фунтів стерлінгів за малюнок від відомих видавців Cassell, Petter та Galpin. 1881 року намалював фреску Белфаста для Інституту робітників на Розмарі-стріт, де його батько був головою. Того ж року виставив акварельний ескіз фігури «Meditative» в галереї Rodman & Co. у Белфасті.

Морроу отримав трирічну стипендію у розмірі 52 фунти стерлінгів на рік і 1882 року вступив до Національної школи художньої підготовки в Південному Кенсінгтоні, де подружився з британським скульптором Альбертом Тофтом. 1883 року, ще навчаючись у Південному Кенсінгтоні, Морроу приєднався до колективу «Англійського ілюстрованого журналу» і брав участь у підготовці першого номеру. Дві роботи Морроу опублікували в журналі «Sunday at Home» у вересні того ж року. Рецензент журналу «Northern Whig» відгукнувся про талант Морроу,
«Містер Морроу належним чином використовує ефект світла та тіні, і його картини, особливо „The Collector Calling for the Rent“, свідчать про багатообіцяльне майбутнє».
Комінс Карр, перший редактор журналу «English Illustrated Magazine», доручив Морроу завершити серію статей про англійську промисловість, коли той ще навчався в Південному Кенсінгтоні. 1885 року журналіст з «Белфастського бюлетеня» сказав про них:
«Деякі з найкращих [ілюстрацій] належать містеру Альберту Морроу, молодому белфастянину, якого вже визнали одним із найсумлінніших та найспостережливіших художників свого часу. Ілюстрації містера Морроу до розповіді про фарфорові вироби Сток-он-Трента вигідно відрізнятимуться від малюнків Фенських болот такого досвідченого художника містера Р. В. Макбета, АРА».

## Кар'єра
З 1890 року ілюстрував журнал «Bits and Good Words». У 1890—1904 роках виставляв дев'ять акварельних робіт у Королівській академії мистецтв, 1917 року — ще одну, а також роботу пастеллю на 159-й виставці, у рік його смерті.
1895 року став членом Белфастського художнього товариства, виставляючись разом з ним. 1896 року гравюру Морроу опублікували у другому томі колекції гравюр обмеженого тиражу «Les Maîtres de l'Affiche», відібраної «батьком плаката» Жулем Шере. Того ж року він показав акварель із зображення гуркхи на виставці «Індійська імперія та Цейлон» в Ерлс-Корті. 1900 року виставлявся разом з двома ольстерськими художниками, Г'ю Томсоном й Артуром Маккорміком, у бібліотеці Лінейн-Голл у Белфасті, які разом з Морроу зробили свій внесок у ранній успіх «Англійського ілюстрованого журналу».
Був одним із засновників Ольстерського мистецького клубу в листопаді 1902 року разом з п'ятьма своїми братами, організації, яка мала не сектантський інтерес до кельтських ідей, мови й естетики. У листопаді 1903 року виставлявся на першій щорічній виставці клубу разом з Джоном Лавері, Гансом Ітеном, Джеймсом Ступом та Ф. В. Голлом. Морроу виставив акварель «The Itinerant Musician», яку 1902 року показував у Королівській академії. Наступного року йому надали звання почесного члена. Три роки по тому провадив персональну виставку ескізів і плакатів у співпраці з Ольстерським художнім клубом у Муніципальній галереї Белфаста.
1908 року приєднався до своїх братів на виставці за адресою Д'Ольєр-стріт, 15, Дублін. 1913 року за цією адресою Морроу зареєстрували сімейний бізнес. Серед особистого внеску Морроу до сімейної виставки була його картина «Брендон Томас, кларнетист», яка виставлялася в Королівській академії, та плакат «Irving in Dante».
1917 року разом зі своїм братом Джорджем та 150 художниками й письменниками звернувся з петицією до прем'єр-міністра Великої Британії Ллойда Джорджа з проханням знайти спосіб ввести в дію непідписаний кодициль Г'ю Лейна та заснувати галерею для розміщення колекції творів мистецтва Лейна в Дубліні. Серед 32 відомих митців, які підписали цю петицію, були Джек Батлер Єйтс, Вільям Орпен, Джон Лейвері й Огастес Джон.
Морроу ілюстрував книги для дітей і дорослих, але здобув визнання сотнею плакатів, які розробив для театрів, і більшість його замовлень надійшли лише від однієї літографічної друкарні — David Allen and Sons.. Як карикатурист, малював для дитячих щорічників і створив три карикатури для журналу «Панч» у 1923, 1925 роках і посмертно 1931 року.

## Смерть і спадщина
Помер у своєму будинку в Вест-Гоутлі, Західний Сассекс, 26 жовтня 1927 року у 64 років. У нього залишилися дружина та двоє дітей. Його надгробок на місцевому церковному подвір'ї церкви Всіх Святих у Гайбруку спроєктував його друг, скульптор й архітектор Альберт Тофт.
Роботи Морроу можна знайти в багатьох державних і приватних колекціях, як-от Музей Вікторії та Альберта, Музей декоративного мистецтва та Британський музей.